# 卡拉恰韋
47°18′57″N 32°55′20″E / 47.31583°N 32.92222°E
卡拉恰韋（烏克蘭語：Калачеве），是烏克蘭南部的村莊，隸屬尼古拉耶夫州的巴什坦卡區。該村始建於1863年，面積0.39平方公里，海拔高度26米，2001年人口88，人口密度每平方公里225.6人。